# Leucothyreus mutatus
Leucothyreus mutatus är en skalbaggsart som beskrevs av Edgar von Harold 1869. Leucothyreus mutatus ingår i släktet Leucothyreus och familjen Rutelidae. Inga underarter finns listade i Catalogue of Life.